# Poursuite (film, 1996)
Pour les articles homonymes, voir Poursuite.
Pour plus de détails, voir Fiche technique et Distribution.
Poursuite ou Réaction en chaîne au Québec (Chain Reaction) est un film américain réalisé par Andrew Davis et sorti en 1996.

## Synopsis
Au moment où il est sur le point de communiquer au monde entier la découverte d'un procédé libérant le potentiel énergétique de l'eau, le Dr Alistair Barkley (Nicholas Rudall (en)) est assassiné à Chicago par un commando qui s'empare de son invention et qui en supprime toute trace en faisant exploser son laboratoire. Son jeune assistant, Eddie Kasalivitch (Keanu Reeves), aperçu sur les lieux au moment de l'explosion, est soupçonné du meurtre. Incapable de prouver son innocence, il choisit la fuite, entraînant avec lui la Dr Lily Sinclair (Rachel Weisz).

## Fiche technique
- Titre original : Chain Reaction
- Titre français : Poursuite
- Titre québécois : Réaction en chaîne
- Réalisation : Andrew Davis
- Scénario : J. F. Lawton (en) & Michael Bortman
- Musique : Jerry Goldsmith
- Photographie : Frank Tidy
- Montage : Don Brochu, Dov Hoenig (en), Arthur Schmidt et Mark Stevens
- Production : Andrew Davis et Arne Schmidt
- Sociétés de production : Chicago Pacific Entertainment, 20th Century Fox et The Zanuck Company
- Société de distribution : 20th Century Fox
- Pays de production :  États-Unis
- Langue originale : anglais
- Genre : techno-thriller, action et science-fiction
- Durée : 102 minutes
- Format : Couleur (DeLuxe) - son : DTS, SDDS, Dolby Digital - 1,85:1
- Budget : 55 millions de dollars
- Dates de sortie :
  - États-Unis : 2 août 1996
  - Belgique : 6 novembre 1996
  - Suisse : 8 novembre 1996
  - France : 27 novembre 1996

## Distribution
- Keanu Reeves (VF : Olivier Cuvellier) : Eddie Kasalivich
- Morgan Freeman (VF : Benoît Allemane) : Paul Shannon, agent de la CIA
- Rachel Weisz (VF : Véronique Volta) : Dr Lily Sinclair, physicienne, amoureuse d'Eddie
- Brian Cox : Lyman Earl Collier
- Fred Ward (VF : Philippe Peythieu) : Leon Ford, agent du FBI
- Kevin Dunn (VF : Renaud Marx) : L'agent du FBI Doyle
- Joanna Cassidy (VF : Céline Monsarrat) : Maggie McDermott, astronome, amie d'Eddie
- Tzi Ma : Lu Chen
- Chelcie Ross : Ed Rafferty
- Krzysztof Pieczyński : Lucasz Screbneski
- Godfrey : Chidi Egbuna
- Nathan Davis : Morris Grodsky
- Nicholas Rudall (en) (VF : Pierre Baton) : Dr Alistair Barkley
- Dick Cusack (en) (VF : Jacques Ciron) : le sénateur Chairman
- Julie R. Pearl : Emily Pearl
- Gene Barge : James Washington

Source et légende : Version française (VF) sur RS Doublage et selon le carton du doublage français sur le DVD zone 2.

## Production

### Tournage
Le tournage a lieu dans l'Illinois (laboratoire national d'Argonne, Evanston, Kankakee), notamment à Chicago (musée des Sciences et de l'Industrie de Chicago, musée Field), dans l'Indiana (East Chicago), dans le Wisconsin (Madison, Williams Bay et son observatoire Yerkes, Lake Geneva, Barrington Hills) et à Washington, D.C..

## Distinction
Keanu Reeves est nommé dans la catégorie pire acteur aux Razzie Awards 1997.